# Jerzy VII
Jerzy VII (gruz.: გიორგი VII) (zm. 1405 lub 1407) – król Gruzji w latach 1393-1407 lub 1395-1405. Syn króla Bagrata V i jego pierwszej żony Heleny Megale Komnen. 
W 1369 roku został ogłoszony przez ojca współwładcą Gruzji. Jerzy VII zmarł bezpotomnie, władzę po nim przejął brat Konstantyn I.